# Gran Premi de Bahrain del 2010
El Gran Premi de Bahrain de Fórmula 1 de la temporada 2010 es va disputar a Sakhir, el 14 de març del 2010.

## Classificació

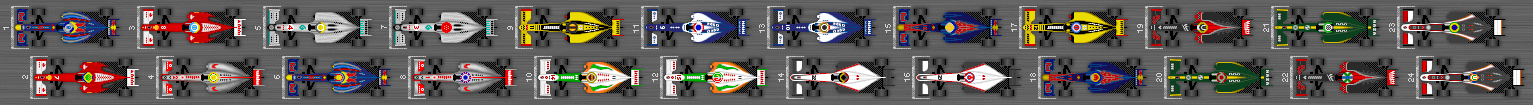
Posicions després de la qualificació

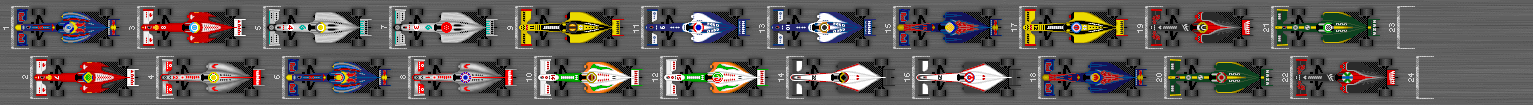
Graella de sortida definitiva

| Pos | No | Pilot              | Constructor            | Part 1   | Part 2   | Part 3   | Sortida |
| --- | -- | ------------------ | ---------------------- | -------- | -------- | -------- | ------- |
| 1   | 5  | Sebastian Vettel   | Red Bull - Renault     | 1:55.029 | 1:53.883 | 1:54.101 | 1       |
| 2   | 7  | Felipe Massa       | Ferrari                | 1:55.313 | 1:54.331 | 1:54.242 | 2       |
| 3   | 8  | Fernando Alonso    | Ferrari                | 1:54.612 | 1:54.172 | 1:54.608 | 3       |
| 4   | 2  | Lewis Hamilton     | McLaren - Mercedes     | 1:55.341 | 1:54.707 | 1:55.217 | 4       |
| 5   | 4  | Nico Rosberg       | Mercedes               | 1:55.463 | 1:54.682 | 1:55.241 | 5       |
| 6   | 6  | Mark Webber        | Red Bull - Renault     | 1:55.298 | 1:54.318 | 1:55.284 | 6       |
| 7   | 3  | Michael Schumacher | Mercedes               | 1:55.593 | 1:55.105 | 1:55.524 | 7       |
| 8   | 1  | Jenson Button      | McLaren - Mercedes     | 1:55.715 | 1:55.168 | 1:55.672 | 8       |
| 9   | 11 | Robert Kubica      | Renault                | 1:55.511 | 1:54.963 | 1:55.885 | 9       |
| 10  | 14 | Adrian Sutil       | Force India - Mercedes | 1:55.213 | 1:54.996 | 1:56.309 | 10      |
| 11  | 9  | Rubens Barrichello | Williams - Cosworth    | 1:55.969 | 1:55.330 |          | 11      |
| 12  | 15 | Vitantonio Liuzzi  | Force India - Mercedes | 1:55.628 | 1:55.623 |          | 12      |
| 13  | 10 | Nico Hülkenberg    | Williams - Cosworth    | 1:56.375 | 1:55.857 |          | 13      |
| 14  | 22 | Pedro de la Rosa   | BMW Sauber - Ferrari   | 1:56.428 | 1:56.237 |          | 14      |
| 15  | 16 | Sébastien Buemi    | Toro Rosso - Ferrari   | 1:56.189 | 1:56.265 |          | 15      |
| 16  | 23 | Kamui Kobayashi    | BMW Sauber - Ferrari   | 1:56.541 | 1:56.270 |          | 16      |
| 17  | 12 | Vitali Petrov      | Renault                | 1:56.167 | 1:56.619 |          | 17      |
| 18  | 17 | Jaume Alguersuari  | Toro Rosso - Ferrari   | 1:57.071 |          |          | 18      |
| 19  | 24 | Timo Glock         | Virgin - Cosworth      | 1:59.728 |          |          | 19      |
| 20  | 18 | Jarno Trulli       | Lotus - Cosworth       | 1:59.852 |          |          | 20      |
| 21  | 19 | Heikki Kovalainen  | Lotus - Cosworth       | 2:00.313 |          |          | 21      |
| 22  | 25 | Lucas di Grassi    | Virgin - Cosworth      | 2:00.587 |          |          | 22      |
| 23  | 21 | Bruno Senna        | HRT - Cosworth         | 2:03.204 |          |          | 23      |
| 24  | 20 | Karun Chandhok     | HRT - Cosworth         | 2:04.904 |          |          | 24      |

## Cursa
| Pos | No | Pilot              | Constructor            | Voltes | Temps / Retirada | Pos.Sortida | Punts |
| --- | -- | ------------------ | ---------------------- | ------ | ---------------- | ----------- | ----- |
| 1   | 8  | Fernando Alonso    | Ferrari                | 49     | 1h 39’ 20. 396   | 3           | 25    |
| 2   | 7  | Felipe Massa       | Ferrari                | 49     | + 16.099 s       | 2           | 18    |
| 3   | 2  | Lewis Hamilton     | McLaren - Mercedes     | 49     | + 23.182 s       | 4           | 15    |
| 4   | 5  | Sebastian Vettel   | Red Bull - Renault     | 49     | + 38.799 s       | 1           | 12    |
| 5   | 4  | Nico Rosberg       | Mercedes               | 49     | + 40.213 s       | 5           | 10    |
| 6   | 3  | Michael Schumacher | Mercedes               | 49     | + 44.163 s       | 7           | 8     |
| 7   | 1  | Jenson Button      | McLaren - Mercedes     | 49     | + 45.280 s       | 8           | 6     |
| 8   | 6  | Mark Webber        | Red Bull - Renault     | 49     | + 46.360 s       | 6           | 4     |
| 9   | 15 | Vitantonio Liuzzi  | Force India - Mercedes | 49     | + 53.008 s       | 12          | 2     |
| 10  | 9  | Rubens Barrichello | Williams - Cosworth    | 49     | + 1’ 02.489 min. | 11          | 1     |
| 11  | 11 | Robert Kubica      | Renault                | 49     | + 1’ 09.093 min. | 9           |       |
| 12  | 14 | Adrian Sutil       | Force India - Mercedes | 49     | + 1’ 22.958 min. | 10          |       |
| 13  | 17 | Jaume Alguersuari  | Toro Rosso - Ferrari   | 49     | + 1’ 32.656 min. | 18          |       |
| 14  | 10 | Nico Hülkenberg    | Williams - Cosworth    | 48     | + 1 Volta        | 13          |       |
| 15  | 19 | Heikki Kovalainen  | Lotus - Cosworth       | 47     | + 2 Voltes       | 21          |       |
| 16¹ | 16 | Sébastien Buemi    | Toro Rosso - Ferrari   | 46     | Prob. elèctrics  | 15          |       |
| 17¹ | 18 | Jarno Trulli       | Lotus - Cosworth       | 46     | Hidràulics       | 20          |       |
| Ret | 22 | Pedro de la Rosa   | BMW Sauber - Ferrari   | 28     | Hidràulics       | 14          |       |
| Ret | 21 | Bruno Senna        | HRT - Cosworth         | 17     | Sobreescalfament | 23          |       |
| Ret | 24 | Timo Glock         | Virgin - Cosworth      | 16     | Caixa canvi      | 19          |       |
| Ret | 12 | Vitali Petrov      | Renault                | 13     | Suspensions      | 17          |       |
| Ret | 23 | Kamui Kobayashi    | BMW Sauber - Ferrari   | 11     | Hidràulics       | 16          |       |
| Ret | 25 | Lucas di Grassi    | Virgin - Cosworth      | 2      | Hidràulics       | 22          |       |
| Ret | 20 | Karun Chandhok     | HRT - Cosworth         | 1      | Accident         | 24          |       |

- Nota 1:  Tant Sébastien Buemi com Jarno Trulli han classificat tot i no haver acabat la cursa perquè han disputat el 90% de la cursa.